# Чероне (Пескара)
Чероне (итал. Cerrone) је насеље у Италији у округу Пескара, региону Абруцо.
Према процени из 2011. у насељу је живело 56 становника. Насеље се налази на надморској висини од 306 м.